# Vanellus
Les fredelugues (Vanellus) són un gènere d'ocells limícoles de la família dels caràdrids (Charadriidae), pràcticament cosmopolita. L'única espècie habitual als Països Catalans és la fredeluga (Vanellus vanellus), que dona nom a la resta d'espècies del gènere.

## Llista d'espècies
Aquest gènere ha estat classificat en 24 espècies:
- Vanellus albiceps - Fredeluga de capell blanc.
- Vanellus armatus - Fredeluga armada.
- Vanellus chilensis - Fredeluga de Xile.
- Vanellus cinereus - Fredeluga capgrisa.
- Vanellus coronatus - Fredeluga coronada.
- Vanellus crassirostris - Fredeluga carablanca.
- Vanellus duvaucelii - Fredeluga fluvial.
- Vanellus gregarius - Fredeluga gregària.
- Vanellus indicus - Fredeluga de màscara roja.
- Vanellus leucurus - Fredeluga cuablanca.
- Vanellus lugubris - Fredeluga lúgubre.
- Vanellus macropterus - Fredeluga de Java.
- Vanellus malabaricus - Fredeluga de l'Índia.
- Vanellus melanocephalus - Fredeluga d'Etiòpia.
- Vanellus melanopterus - Fredeluga alanegra.
- Vanellus miles- Fredeluga emmascarada septentrional.
- Vanellus novaehollandiae- Fredeluga emmascarada meridional.
- Vanellus resplendens - Fredeluga andina.
- Vanellus senegallus - Fredeluga del Senegal.
- Vanellus spinosus - Fredeluga d'esperons.
- Vanellus superciliosus - Fredeluga pit-rogenca.
- Vanellus tectus - Fredeluga capnegra.
- Vanellus tricolor - Fredeluga tricolor.
- Vanellus vanellus - Fredeluga europea.